# David Martínez (Rennfahrer)
David Martínez León (* 8. Dezember 1981 in Monterrey, Nuevo León) ist ein ehemaliger mexikanischer Autorennfahrer.

## Karriere
Nachdem Martínez seine Motorsportkarriere im Kartsport begonnen hatte, wechselte er in den Formelsport. 1996 gewann er den Meistertitel der mexikanischen Formel 2. Anschließend trat eine Saison in der mexikanischen Formel 3000 an. Von 1999 bis 2001 war er in der mexikanischen Formel-3-Meisterschaft aktiv. Nach Rang vier im ersten Jahr, wurde er zweimal Dritter. 2002 trat er in der mexikanischen Formel Renault an und entschied den Meistertitel für sich. Außerdem nahm Martínez in dieser Saison an einem Rennen der Atlantic Championship teil und belegte den 31. Gesamtrang.
2003 trat Martínez in der Barber Dodge Pro Series an und wurde Vierter in der Fahrerwertung. 2004 wechselte er nach Europa und startete für Cram Competition im Formel Renault V6 Eurocup. Mit einem fünften Platz als bestes Resultat beendete er die Saison auf dem 17. Gesamtrang. 2005 kehrte Martínez nach Nordamerika zurück und trat für US RaceTronics in der Atlantic Championship an. Zwar blieb ihm ein Sieg verwehrt, mit vier Podest-Platzierungen beendete er die Saison allerdings auf dem fünften Platz in der Fahrerwertung. Nachdem er im Winter 2005/2006 für das mexikanische Team an vier A1-Grand-Prix-Rennen teilgenommen hatte, kehrte er 2006 zu US RaceTronics in die Atlantic Championship zurück und wurde er Fünfter in der Meisterschaft. Außerdem ersetzte er bei Forsythe Racing den verletzten Paul Tracy beim Saisonfinale der Champ Car World Series. Er kam vor seinem Teamkollegen Buddy Rice auf dem neunten Platz ins Ziel und belegte den 22. Gesamtrang. 2007 nahm er für Forsythe Racing an zwei weiteren Champ-Car-Rennen teil und schloss die Saison auf dem 20. Platz ab. An weiteren Rennen nahm er in dieser Saison nicht teil.
2008 nahm Martínez zunächst am Saisonfinale der A1GP-Serie teil. Anschließend nahm er für Forsythe/Pettit Racing an einem Rennen der IndyCar Series teil. Das Rennen war zudem das letzte Rennen mit den Champ-Car-Wagen. Die Champ-Car-Serie ist von der IndyCar Series übernommen worden. Martínez kam auf dem achten Platz ins Ziel und wurde am Saisonende 41. in der Gesamtwertung. 2009 trat der Rennfahrer nur zu einem Rennen der Grand-Am Sports Car Series an. Er wurde 45. in der DP-Wertung. 2010 nahm Martínez für Genoa Racing an zwei Rennen der Indy Lights teil. Er belegte den 25. Platz in der Fahrerwertung.

## Statistik

### Karrierestationen
| - 1996: Mexikanische Formel 2 (Meister) - 1997: Mexikanische Formel 3000 (Platz 6) - 1999: Mexikanische Formel 3 (Platz 4) - 2000: Mexikanische Formel 3 (Platz 3) - 2001: Mexikanische Formel 3 (Platz 3) - 2002: Mexikanische Formel Renault (Meister) - 2002: Atlantic Championship (Platz 31) | - 2003: Barber Dodge Pro Series (Platz 4) - 2004: Formel Renault V6 Eurocup (Platz 17) - 2005: Atlantic Championship (Platz 5) - 2006: A1 Grand Prix - 2006: Atlantic Championship (Platz 5) - 2006: Champ Car (Platz 22) - 2007: Champ Car (Platz 20) | - 2008: Champ Car (nicht gewertet) - 2008: A1 Grand Prix - 2008: IndyCar Series (Platz 41) - 2009: Grand-Am Sports Car Series, DP (Platz 45) - 2010: Indy Lights (Platz 25) - 2016/17: Mexikanische Formel 4 (Platz 24) |

### Einzelergebnisse in der mexikanischen Formel-4-Meisterschaft
| Jahr    | Team                | 1   | 2   | 3   | 4   | 5   | 6   | 7   | 8   | 9   | 10  | 11  | 12  | 13  | 14  | 15  | 16  | 17  | 18  | 19  | 20  | 21  | 22  | 23  | Punkte | Rang |
| ------- | ------------------- | --- | --- | --- | --- | --- | --- | --- | --- | --- | --- | --- | --- | --- | --- | --- | --- | --- | --- | --- | --- | --- | --- | --- | ------ | ---- |
| 2016/17 | Scuderia Martiga EG | USA | USA | USA | AH1 | AH1 | PUE | PUE | PUE | MER | MER | MER | CAN | CAN | CAN | MTY | MTY | MTY | SLP | SLP | SLP | AH2 | AH2 | AH2 | 0      | –.   |
| 2016/17 | Scuderia Martiga EG |     |     |     |     |     |     |     |     |     |     |     |     |     |     |     |     |     | DNS | 9   | 8   |     |     |     | 0      | –.   |